# Khush Ravadpi
Khūsh Ravadpī (farsi خوشرودپی) è una città dello shahrestān di Babol, circoscrizione di Bandpey est, nella provincia del Mazandaran in Iran. Aveva, nel 2006, una popolazione di 2.940 abitanti. 